# Banja (Priboj)
Banja (Servisch cyrillisch: Бања) is een plaats in de Servische gemeente Priboj. De plaats telt 2163 inwoners (2002).